# Tempel von Harlow

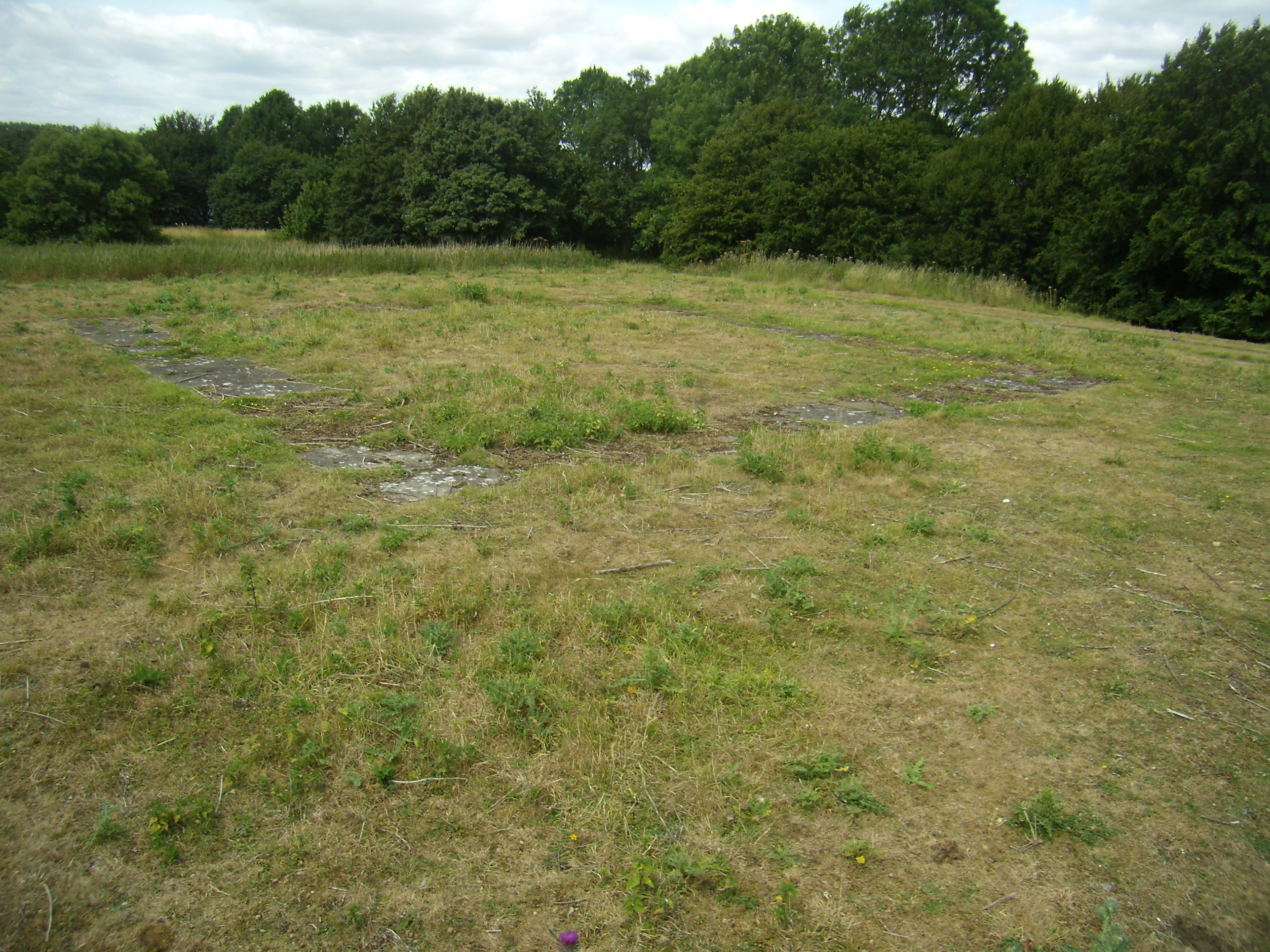
Harlow, der Grundriss des Tempels ist heute in einem Park durch Steine markiert

Die Ruinen des gallo-römischen Umgangstempels von Harlow befinden sich auf einem Hügel in Harlow (Essex, England).

## Beschreibung
Der Ort des Tempels war lange als Ort antiker Mauern und Fundstücke bekannt. Schon 1764 beschrieb Richard Gough antike Reste vor Ort. 1921 fanden die ersten Untersuchungen statt und ein Graben wurde ausgehoben. Erste systematische Ausgrabungen wurden 1927 durchgeführt und es wurde klar, dass es sich hier um die Reste eines römischen Tempels handelt.
Weitere Ausgrabungen fanden 1936 und 1937 und dann 1962–71, 1985–87 statt.
Die Reste des Tempels liegen auf einem kleinen Hügel. Funde vor Ort deuten auf erste Aktivitäten in der Mittleren Bronzezeit. Ein Heiligtum stand hier mit Sicherheit schon seit dem ersten vorchristlichen Jahrhundert. Es fanden sich zahlreiche keltische Münzen und Fibeln. Es konnten die Reste eines runden Baues im Hof des späteren Tempels freigelegt werden.
Der erste römische Tempelbau wurde um 80 n. Chr. errichtet. Es handelt sich um einen einfachen quadratischen Steinbau mit einem Umgang. Die Cella ist etwa 5,5 m lang und ist aus Feuerstein errichtet. Der Umgang ist etwa 14,6 m im Quadrat. Am Beginn des zweiten Jahrhunderts scheint der Tempelbezirk eine Holzmauer erhalten haben. Es fanden sich Pfostenlöcher. Am Anfang des dritten Jahrhunderts wurde der Tempel wiederum ausgebaut. Der Tempelbezirk erhielt eine Steinmauer. An den beiden Seiten des Hofes vor dem Tempel wurden Bauten errichtet, deren Funktion jedoch unsicher ist. Vor dem eigentlichen Tempel wurde ein Altar errichtet sowie zwei den Eingang flankierende Räume.
Bei den Ausgrabungen konnten die Fragmente einer Statue, zahlreiche Votivgaben, vor allem Münzen und Fibeln, sowie Wandmalereien gefunden werden. Einige Räume hatten einen Tesseraboden. Der Altar vor dem Tempel trug wahrscheinlich eine Inschrift, wonach der Altar den römischen Kaisern geweiht war. Doch sind nur wenige Buchstaben der Inschriften erhalten. Die hier verehrte Gottheit ist unbekannt. Das Fragment der Inschrift mag auf einen Kaiserkult deuten. Das Fragment einer Statue stellte vielleicht Minerva dar. Die Umrisse des Tempels sind heute in Steinpflaster in einem Park markiert.